# Alfred Wallenstein
Alfred Wallenstein (Chicago, 7 ottobre 1898 – New York, 8 febbraio 1983) è stato un violoncellista e direttore d'orchestra statunitense.

## Biografia
All'età di 17 anni entrò nella San Francisco Symphony come violoncellista. Successivamente suonò con la Los Angeles Philharmonic e la Chicago Symphony Orchestra prima di diventare Primo Violoncello della New York Philharmonic con Arturo Toscanini nel 1929. Suonò spesso con queste orchestre come solista.
Toscanini, anch'egli violoncellista, consigliò a Wallenstein di diventare direttore d'orchestra. Diresse l'Hollywood Bowl Orchestra e poi diresse spesso alla radio. Dal 1943 al 1956 fu direttore musicale della Los Angeles Philharmonic. In seguito insegnò alla Juilliard School di New York, dove morì nel 1983 all'età di 84 anni.
Nel 1941 a Wallenstein fu assegnato un Peabody Award personale per l'Eccezionale Esecuzione in musica.
Come violoncellista solista registrò il Don Quixote di Strauss sotto Beecham nel 1932. Per l'Audio Fidelity Records nel settembre e nell'ottobre del 1958 diresse l'orchestra della Virtuoso Symphony di Londra appositamente formata nel municipio di Walthamstow.
Gli LP comprendevano la 4ª Sinfonia di Brahms, la Patetica di Čajkovskij, la Sinfonia fantastica di Berlioz, i Quadri di un'esposizione, il Boléro, Romeo e Giulietta, la Suite dallo Schiaccianoci e una suite dalla Carmen.
Era un discendente di Albrecht von Wallenstein.